# Long Island MacArthur Airport
Long Island MacArthur Airport, voorheen bekend als Islip Airport (IATA: ISP, ICAO: KISP) is een publieke luchthaven gelegen op Long Island, Verenigde Staten. Het ligt 11 kilometer ten noordoosten van Islip. Long Island MacArthur Airport heeft een oppervlakte van 1.311 hectare, het heeft vier banen en twee helikopterplatforms.  De stad (town) Islip is eigenaar en exploitant van de luchthaven. De luchthaven vervoert meer dan 2 miljoen passagiers per jaar.
In 2009 arriveerden 83,6% van de vluchten op tijd en 85,6% van de vluchten vertrok op tijd.
In 2007 vervoerde de luchthaven meer dan 2,3 miljoen passagiers. 80% van de passagiers waren zakenreizigers.